# Mongos

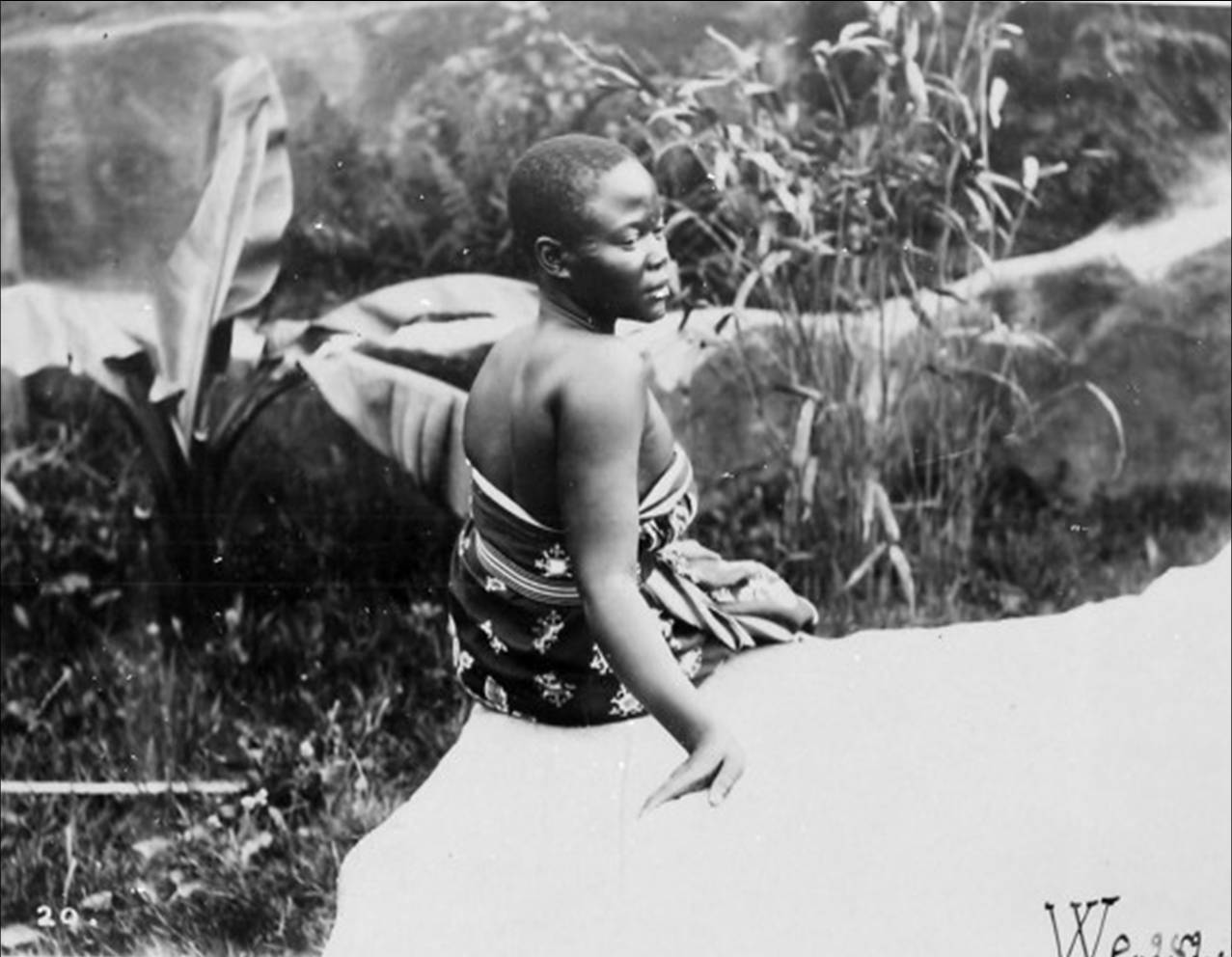
Fotografia de uma escrava mongo, de 1928.

Os mongos são um grupo étnico da República Democrática do Congo, onde se concentram no sul da província de Équateur e no norte da província de Bandundu. Eles falam o lomongo, uma língua tonal, mas também se comunicam usando o lingala, que é um dos principais idiomas do país.
Ao lado dos povos Luba e Kongo, os mongo formam uma das maiores comunidades bantas da República Democrática do Congo. O grupo mongo se subdivide em onze clãs tradicionais: Bolia, Bokote, Bongandu, Ekonda, Mbole, Nkutu, Ntomba, Sengele, Songomeno, Dengese e Tetela-Kusu.
Segundo Georges van der Kerken, a etnia mongo se originou de uma região a nordeste do Alto Nilo, nas proximidades dos lagos Alberto, Eduardo e Vitória, no leste do continente. Outros indivíduos teriam migrado de localidades mais ao norte, entre os anos 1300 e 1500. Em seguida, eles atingiram a região do Alto Uele, e depois se estabeleceram na atual província de Équateur.